# Флаг Тогучинского района
Флаг Тогучи́нского муниципального района Новосибирской области Российской Федерации.
Флаг утверждён 9 сентября 2005 года.

## Описание
«Флаг Тогучинского района представляет собой прямоугольное полотнище, разделённое по диагонали линией, проходящей из правого, верхнего угла к левому, нижнему углу полотнища, на синюю и зелёную половину, нижняя часть которой разделена тремя узкими треугольниками, обращёнными вершинами к центру полотнища и окрашенными в жёлтый, чёрный и белый цвета соответственно. Поверх всего восстающая белая лошадь с жёлтой гривой, хвостом и копытами. 

Отношение ширины флага к его длине 2:3».